# Jupiter Hammerheads
Die Jupiter Hammerheads sind ein Minor-League-Baseball-Team aus Jupiter, Florida.
Das Team, welches in der Florida State League in der Eastern Division spielt, ist das High-A-Farmteam des Major-League-Baseball-Teams Florida Marlins.
Die Hammerheads nennen das Roger Dean Stadium ihr Zuhause. 1998 erbaut, bietet es 7200 Zuschauern Platz. Sie teilen das Stadion mit den Palm Beach Cardinals, welches auch in der Florida State League spielt.
Ein „Hammerhead“ (dt.: Hammerhai) ist eine Haien-Art.